# Gladys Nortey Ashitey
Gladys Nortey Ashitey (nascida em 21 de novembro de 1955) é uma política do Gana e membro do Quarto Parlamento da Quarta República, representando o círculo eleitoral de Ledzokuku na Grande região de Accra, no Gana.

## Infância e educação
Ashitey nasceu em Ledzokuku, na região da Grande Accra, em Gana, em 21 de novembro de 1955. Ela frequentou a Universidade da América do Caribe e obteve o título de Doutora em Medicina após estudar Medicina. Ela também frequentou a Universidade do Gana e obteve o seu Bacharelato em Ciências (Medicina).

## Política
Ashitey foi eleita pela primeira vez para o Parlamento na lista do Novo Partido Patriótico durante as eleições gerais do Gana em dezembro de 2004 como membro do Parlamento para o Grupo Constituinte de Ledzokuku na Grande Região de Acra, no Gana. Ela obteve 33.039 votos dos 76.674 votos válidos, representando 43,10%. Ela foi derrotada em 2008 pelo candidato do Congresso Nacional Democrata, Nii Nortey Dua. Ela serviu apenas um mandato como parlamentar.

## Carreira
Ashitey é uma médica e ex-membro do Parlamento do Grupo Constituinte de Lezdokuku na Grande Região de Accra, no Gana.

## Fé
Ashitey é cristão.